# حيران (مياندوآب)
حيران هي قرية في مقاطعة مياندوآب، إيران. يقدر عدد سكانها بـ 317 نسمة بحسب إحصاء 2016.